# エミー・ヴェルヘイ
エミー・ヴェルヘイ（Emmy Verhey, 1949年3月13日 - ）はオランダのヴァイオリニスト。

## 経歴
生い立ちと修学期
1949年、アムステルダムで生まれた。7歳から父親の手ほどきでヴァイオリンをはじめ、やがて神童といわれるようになり、8歳の時にオスカー・バックに入門した。その後はアムステルダム・コンセルトヘボウ管弦楽団のコンサートマスターのヘルマン・クレバースやテオ・オロフ、さらにヴォルフガング・シュナイダーハン、ベラ・デカニーの各氏に師事した。
1966年のチャイコフスキー国際コンクールに挑戦し、入賞こそ逃したものの、大会始まって以来最年少のファイナリストとなったことで注目を浴びた。1967年にはオスカー・バック・コンクールで優勝を果たし、モスクワに留学して1年間ダヴィッド・オイストラフの薫陶を受けた。1971年にはアイントホーフェンのトロンプ国際音楽コンクールにおいて優勝した。
ヴァイオリニストとなって
1970年代から活発に演奏活動及び録音活動を活発に行い、ベルナルト・ハイティンクやリッカルド・シャイーのほか、マリス・ヤンソンス、レナード・バーンスタイン、デイヴィッド・ジンマン、ジャン・フルネ、エドゥアルド・マルトゥレらの指揮者と共演。ヴァイオリニスト仲間では、オイストラフ父子のほか、ユーディ・メニューインとも共演した。ほかにマリア・ジョアン・ピレシュやユーリ・エゴロフ、ヤーノシュ・シュタルケルらとも共演している。これまでに欧米やイスラエル、日本で演奏活動を行ってきた。
1983年から2002年までユトレヒト音楽院で教鞭を執り、1991年には同音楽院の学生たちを中心にしたバロック音楽から現代音楽までを取り上げる弦楽アンサンブル「カメラータ・アントニオ・ルチオ」の共同設立者に名を連ねた。
2015年いっぱいで演奏活動から引退した。

## 使用楽器
1990年代に1678年製のグァルネリを入手するまでの間、1970年代後半に購入した、1723年製のストラディヴァリウス「アール・スペンサー」を愛用していた。

## 演奏ならびにレパートリー
レパートリーは古典から現代音楽までと幅広い。
録音
録音活動では、バッハやモーツァルトのヴァイオリン協奏曲全集のほか、ベートーヴェンのヴァイオリン・ソナタ全集、メンデルスゾーンとドヴォルジャーク、チャイコフスキーの協奏曲、ブラームスの二重協奏曲などの録音がある。

## 註
1. ↑  Emmy Verhey - オールミュージック
2. ↑  “Curriculum Vitae”. 2016年3月19日時点のオリジナルよりアーカイブ。2016年3月19日閲覧。
3. ↑  優勝したかのような記述をされることもある(例：“Emmy Verhey”. 2016年3月19日時点のオリジナルよりアーカイブ。2016年3月19日閲覧。)が、これは正しくない。
4. ↑  “Hhistorie”. 2016年3月19日時点のオリジナルよりアーカイブ。2016年3月19日閲覧。
5. ↑  トロンプ国際音楽コンクールWebsite
6. ↑  Rotterdam Kamerorkest Website
7. ↑  “Violiste Emmy Verhey uit Zaltbommel stopt najaar 2015 met optreden”. Brabants Dagblad. (2014年8月4日).  オリジナルの2016年3月19日時点におけるアーカイブ。 2016年3月19日閲覧。
8. ↑  “Repertoirelijst”. 2016年3月19日時点のオリジナルよりアーカイブ。2016年3月19日閲覧。
9. ↑  ArkivMusic